# Ecbolemia singalesia
Ecbolemia singalesia là một loài bướm đêm trong họ Noctuidae.